# Randallichthys filamentosus
Randallichthys filamentosus es una especie de peces de la familia Lutjanidae en el orden de los Perciformes.

## Morfología
• Los machos pueden llegar alcanzar los 50 cm de longitud total.

## Hábitat
Es un pez de mar de aguas profundas que vive entre 150-300 m de profundidad.

## Distribución geográfica
Se encuentra en las Hawái, las Islas Cook, Nueva Caledonia, Okinawa (Japón) y Tonga.

## Uso comercial
Se comercializa fresco.